# Oreocharis aurantiaca
Oreocharis aurantiaca är en tvåhjärtbladig växtart som beskrevs av Adrien René Franchet. Oreocharis aurantiaca ingår i släktet Oreocharis och familjen Gesneriaceae. Inga underarter finns listade i Catalogue of Life.